# Styphlotychius
Styphlotychius är ett släkte av skalbaggar. Styphlotychius ingår i familjen vivlar.
Kladogram enligt Catalogue of Life:
| Styphlotychius | \| \| Styphlotychius lineipennis \| \| \| \| \| \| Styphlotychius maculosus \| \| \| \| \| \| Styphlotychius punctulatus \| \| \| \| |
|                | \| \| Styphlotychius lineipennis \| \| \| \| \| \| Styphlotychius maculosus \| \| \| \| \| \| Styphlotychius punctulatus \| \| \| \| |
|                | Styphlotychius lineipennis |
|                | |
|                | Styphlotychius maculosus |
|                | |
|                | Styphlotychius punctulatus |
|                | |